# دوميترو موستاي
دوميترو موستاي (28 أبريل 1929 – 1977) هو مبارز بالسيف روماني راحل، مثّل بلاده في الألعاب الأولمبية الصيفية 1960.

## روابط خارجية
دوميترو موستاي على موقع أوليمبيديا (الإنجليزية)